# Одъю
Одъю (устар. Одью, Огью) — река в России, течёт по территории Корткеросского района и Усть-Куломского района Республики Коми. Устье реки находится в 60 км по левому берегу реки Нившера на высоте 102 м над уровнем моря. Длина реки составляет 69 км.

## Притоки
- 17 км: Налькьяёль
- 26 км: Пэрэмесьвож
- 49 км: Пыжаёль

## Данные водного реестра
По данным государственного водного реестра России относится к Двинско-Печорскому бассейновому округу, водохозяйственный участок реки — Вычегда от истока до города Сыктывкар, речной подбассейн реки — Вычегда. Речной бассейн реки — Северная Двина.
Код объекта в государственном водном реестре — 03020200112103000017030.